# Ярослав Кубіцький
Ярослав Кубіцький (пол. Jarosław Kubicki, нар. 7 серпня 1995, Любін, Польща) — польський футболіст, центральний півзахисник клубу «Ягеллонія» з Білостока.

## Ігрова кар'єра
Ярослав Кубіцький народився у місті Любін Нижньосілезького воєводства. Займатися футболом почав у школі місцевого клубу «Заглемб'є». 27 травня 2014 року Кубіцький зіграв свій перший матч у складі основної команди. За результатами того сезону «Заглембє» вилетів до першої ліги але вже за рік в тому числі і завдяки зусиллям Кубіцького команда повернулася до Екстракласи.
Влітку 2018 року Ярослав уклав угоду з клубом «Лехія», у складі якого ставав переможцем національного кубка.

## Міжнародна кар'єра
У 2017 році у складі молодіжної збірної Польщі Кубіцький брав участь у домашньому молодіжному чемпіонаті Європи. Але під час турніру Ярослав жодного разу не вийшов на поле.

## Титули та досягнення
Лехія
- Переможець Кубка Польщі (1): 2018/19
- Переможець Суперкубка Польщі (1): 2019

Ягеллонія (Білосток)
- Переможець Суперкубка Польщі (1): 2024